# Motobarca
La motobarca è una imbarcazione di piccole dimensioni, spesso usata in piccoli specchi d'acqua o comunque in aree costiere; motobarche possono anche essere utilizzate dalle navi per muovere persone o materiali verso altre navi in mare aperto o una costa dove non sia possibile l'attracco.
Il termine motobarca nella città di Brindisi assume un significato diverso. La Motobarca, infatti, a Brindisi è un’istituzione, ormai da decenni, che ha valore di servizio pubblico ma anche scenografico nel porto ed affettivo nei confronti di tutti i brindisini.Attualmente è gestita dalla STP (Società Trasporti Pubblici Brindisi S.P.A.) che garantisce con essa il servizio di trasporto via mare nelle acque interne del porto di Brindisi, mettendo in collegamento il quartiere Centro con il quartiere Casale ad integrazione del servizio di trasporto pubblico urbano. Il "servizio motobarca" rappresenta una vera e propria linea di collegamento al pari dei mezzi su gomma, utilizzabile con apposito titolo di viaggio.